# Waldemar Kmentt
Waldemar Kmentt (Viena, 2 de febrer, 1929 - Idem. 21 de gener, 2015), va ser un tenor d'òpera austríac.

## Biografia
Waldemar Kmentt provenia d'una família respectada. La seva mare era la pintora Grete Kmentt-Montandon. D'adolescent, va presenciar l'incendi de l'Òpera Estatal de Viena com un vianant. Es va graduar de l'institut el 1947 juntament amb els seus companys de classe Eberhard Waechter i Fritz Uhl. Originalment volia convertir-se en pianista, però a partir del 1949 va estudiar cant a la Universitat de Música i Arts Escèniques de Viena, amb Elisabeth Radó, Adolf Vogel i Hans Duhan, entre d'altres. Amb només 21 anys, va ser convidat a cantar el paper de tenor a la Simfonia núm. 9 (Beethoven) sota la direcció musical de Karl Böhm. A partir del 1951 va ser membre del conjunt de l'Òpera Estatal de Viena, on va romandre durant més de 35 anys. Va debutar el 26 de juny de 1951 com el Príncep a L'Amour des trois oranges de Serguei Prokófiev. En total, va interpretar 79 papers en 1480 representacions a la casa del Ring, algunes de les quals pertanyien institucionalment a l'Òpera Estatal però tenien lloc al "Theater an der Wien" o a la Volksoper, ja que l'edifici de l'òpera va ser destruït en els bombardejos del març de 1945 i les representacions es van traslladar a aquests edificis fins a la seva reobertura el 1955. Kmentt va aparèixer per última vegada a l'Òpera Estatal el 25 de novembre de 2005 com el Majordom a Ariadne auf Naxos.
Com a jove tenor líric, va ser membre del Vienna Mozart Ensemble. El repertori de la seva llarga carrera inclou més de 80 papers d'òpera i opereta, que van des de papers lírics i heroics juvenils fins a papers de personatge. Ha cantat a tots els principals teatres d'òpera d'Europa, Japó i Amèrica. Va ser convidat al Festival de Salzburg durant molts anys. També ha actuat als festivals de Bayreuth, Edimburg i Ais de Provença. Com a cantant de concerts, ha treballat amb Herbert von Karajan, Otto Klemperer, Carlos Kleiber, Karl Richter, Karl Böhm, Eugen Jochum, Sergiu Celibidache i Leonard Bernstein.
De 1978 a 1995, Kmentt va dirigir l'Opera Studio del Conservatori de Viena, que va produir molts cantants de renom avui dia, com ara Wolfgang Bankl, Malin Hartelius i Mehrzad Montazeri.
A l'edat de 72 anys, va debutar al Met en el paper del majordom a Ariadne auf Naxos. Després va passar diversos anys interpretant papers operístics menors a la Volksoper de Viena.
Kmentt va morir el gener de 2015 als 85 anys a la seva Viena natal i va ser enterrat al Cementiri Central de Viena (Grup 33G, Número 83).

## Premis
- 1962: Títol professional de Kammersänger austríac[5]
- 2001: Gran Condecoració d'Honor per Serveis a la República d'Àustria[7]
- 2002: Condecoració d'Honor d'Or per Serveis a l'Estat de Viena

## Enregistraments
- Friedrich Cerha: Baal, amb Martha Mödl, Emily Rawlins, Margarethe Bence, Waldemar Kmentt, Director: Christoph von Dohnányi, Filharmònica de Viena, Amadeo, enregistrament en directe de l'estrena el 1981